# Colobostoma inamoenus
Colobostoma inamoenus är en skalbaggsart som beskrevs av Blackburn 1907. Colobostoma inamoenus ingår i släktet Colobostoma och familjen Melolonthidae. Inga underarter finns listade i Catalogue of Life.